# Magydaris panacina
Magydaris panacina är en flockblommig växtart som beskrevs av Dc. Magydaris panacina ingår i släktet Magydaris och familjen flockblommiga växter. Inga underarter finns listade i Catalogue of Life.